# Savigny-lès-Beaune
Savigny-lès-Beaune is een gemeente in het Franse departement Côte-d'Or (regio Bourgogne-Franche-Comté). De plaats maakt deel uit van het arrondissement Beaune. Savigny-lès-Beaune telde op 1 januari 2022 1.300 inwoners.

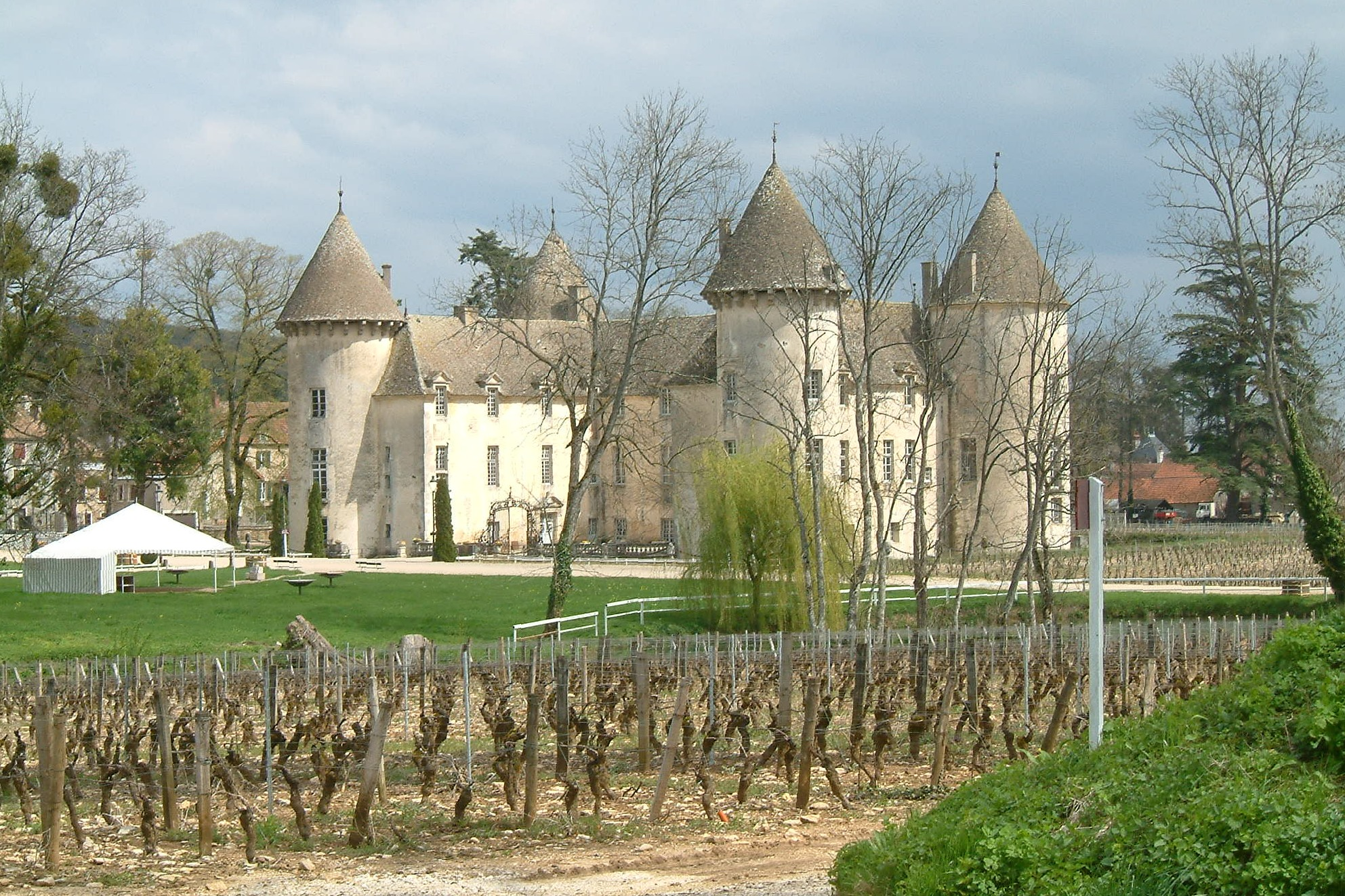
Kasteel van Savigny-lès-Beaune

De gemeente is een wijnstreek waar een gelijknamige wijn vandaan komt, die het Appellation d'Origine Contrôlée kwaliteitskeurmerk mag dragen.

## Geografie
De oppervlakte van Savigny-lès-Beaune bedroeg op 1 januari 2022 35,98 vierkante kilometer; de bevolkingsdichtheid was toen 36,1 inwoners per km².
De onderstaande kaart toont de ligging van Savigny-lès-Beaune met de belangrijkste infrastructuur en aangrenzende gemeenten.

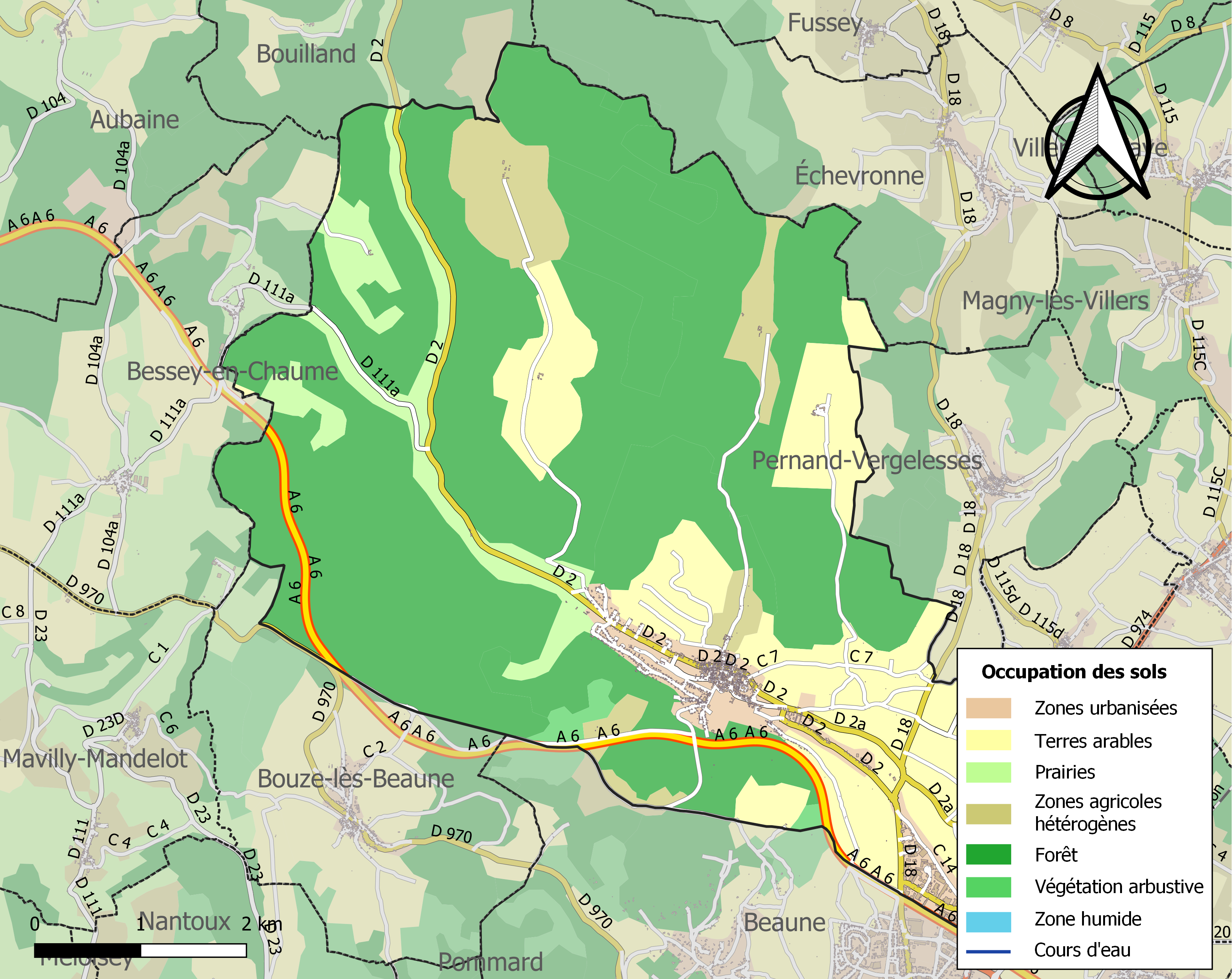

## Demografie
Onderstaande figuur toont het verloop van het inwonertal (bron: INSEE-tellingen).